# 밀양 추원재
추원재(追遠齋)는 대한민국 경상남도 밀양시 부북면 제대리에 있는, 조선 전기 문신이자 학자인 김숙자(1389∼1456) 선생이 터를 잡고 그의 아들인 김종직(1431∼1492) 선생이 평생을 보낸 집터이다.
1986년 8월 6일 경상남도의 문화재자료 제159호 추원재로 지정되었다가, 2018년 12월 20일 현재의 명칭으로 변경되었다.

## 개요
조선 전기 문신이자 학자인 김숙자(1389∼1456) 선생이 터를 잡고 그의 아들인 김종직(1431∼1492) 선생이 평생을 보낸 집터이다.
김숙자 선생은 12세 때부터 길재에게 글을 배우고 세종 1년(1419) 문과에 급제한 뒤 현감 등의 벼슬을 지냈다. 16세기 성리학을 보급하고 사림이 확립한 도통(道統)의 계보에서 길재의 학문을 그의 아들인 김종직으로 하여금 잇게 하였으며, 김종직은 현재 성리학의 거두(巨頭)로 인정받고 있다.
이 건물은 여러 차례 전쟁을 겪으면서 파손된 것을 순조 10년(1810) 사림들과 그의 후손들이 다시 고쳐 세운 것이다.

## 같이 보기
- 김숙자

## 참고 문헌
- 밀양 추원재 - 국가유산청 국가유산포털